# Xysticus orizaba
Xysticus orizaba là một loài nhện trong họ Thomisidae.
Loài này thuộc chi Xysticus. Xysticus orizaba được Richard C. Banks miêu tả năm 1898.